# Association of Chess Professionals
Die Association of Chess Professionals (ACP) war eine 2003 gegründete Vereinigung professioneller Schachspieler mit Büro in Paris. Im Juli 2023 wurde die Vereinigung aufgelöst.
Die Statuten nannten als ersten Zweck der Vereinigung die „Wahrung der Rechte professioneller Schachspieler“, womit diese Vereinigung also als erste Schachprofi-Gewerkschaft der Geschichte angesehen werden darf.
Letzter Präsident war der Schachgroßmeister Aleksandar Colovic, Vorgänger waren Wadim Morochowski, Pawel Tregubow, Joël Lautier und Emil Sutovsky. Generalsekretär war Bartłomiej Macieja. Die ACP wies im Dezember 2012 918 Mitglieder aus, davon 181 Frauen. Gemäß den Statuten wird jeder weibliche und männliche Großmeister und Internationale Meister, sowie jede sonst wie mit dem professionellen Schach verbundene Person (Schachtrainer, Turnierorganisator, Journalist o. ä. – dies muss allerdings vom ACP-Vorstand beraten und entschieden werden) aufgenommen.
Ein weiterer Zweck der ACP war die Praktizierung und Förderung des professionellen Schachs weltweit. Die ACP wollte sich auf organisierter, professioneller Ebene um Kontakte zu Organisatoren und Sponsoren bemühen. In diesem Sinne wurde auch die ACP-Tour entwickelt: ein Berechnungssystem, das die stärksten Turniere einer Saison erfasst und auswertet. Mit Hilfe eines ACP-Punktesystems wird eine Rangliste geführt, die am Ende der Saison die erfolgreichsten 8 Spieler ausweist, die dann untereinander das ACP-Masters ausspielen sollen.
Aktivität entfaltete die Organisation auch während der Schachweltmeisterschaft 2004 in Brissago zwischen Kramnik und Lékó. In der Ankündigungspressekonferenz zum Wettkampf sprach Großmeister Lautier in Richtung FIDE an, dass sich die ACP, sollte die FIDE keinen Wettkampf zwischen Garri Kasparow und dem Sieger aus der FIDE-WM zustande bringen, „aktiv am Wiedervereinigungsprozess beteiligen werde“.
Im Mai 2023 stimmten auf einer außerordentlichen Hauptversammlung vier Mitglieder für und drei gegen eine Auflösung der Vereinigung. Dies sei das Resultat aus einer zu geringen Beteiligung.